# Jean-Jacques Servan-Schreiber
Jean-Jacques Servan-Schreiber, sovint anomenat JJSS (París, 13 de febrer de 1924 – Fécamp, 7 de novembre de 2006), va ser un periodista i polític francès. Va cofundar L'Express el 1953 amb Françoise Giroud, i després va passar a ser president del Partit Radical el 1971. Va supervisar la seva transició cap al centre-dreta, el partit després conegut com a Parti radical valoisien. Va intentar fundar el 1972 el Moviment Reformador amb el demòcrata cristià Jean Lecanuet, amb qui va donar suport a la candidatura conservadora de Valéry Giscard d'Estaing a les eleccions presidencials de 1974.

## Biografia

### Anys de formació
Jean-Jacques Schreiber (el seu nom de naixement) va néixer a París, fill gran del periodista Émile Servan-Schreiber, que va fundar el diari financer Les Échos, i Denise Brésard. Tres dels seus germans són Brigitte Gros, ex senadora d'Yvelines i alcaldessa de Meulan, Christiane Collange, periodista, i Jean-Louis Servan-Schreiber, periodista.
Els Schreiber són una família jueva.
Gaudint de l'atenció completa de la seva mare, JJSS va ser un nen molt dotat i treballador. Va estudiar al Lycée Janson-de-Sailly i al Lycée de Grenoble, després va tornar a París. A l'adolescència, va acompanyar el seu pare a reunions amb persones molt col·locades com Raoul Dautry, un oficial del gabinet de Vichy i de la França alliberada. Havent estat acceptat per l'École polytechnique, l'escola superior d'enginyeria de França el 1943, es va incorporar a les Forces de la França Lliure de Charles de Gaulle amb el seu pare i va anar a Alabama per entrenar-se com a pilot de caça; tanmateix, mai va entrar en combat.
Després de l'alliberament, es va graduar a l'Ecole Polytechnique el 1947, però mai va treballar com a enginyer. Aquell mateix any, es va casar amb la periodista i autora Madeleine Chapsal. Fascinat per la ciència i la política, Servan-Schreiber va descobrir ara el gust per l'escriptura i el periodisme. El jove de 25 anys va ser contractat per escriure en el nou diari Le Monde pel seu fundador, Hubert Beuve-Méry, com a editorialista d'afers exteriors. El seu profund coneixement dels Estats Units el va portar a especialitzar-se en la Guerra Freda.

### L'express
Servan-Schreiber va ser un dels primers a reconèixer la inevitabilitat de la descolonització, escrivint una sèrie d'articles sobre el conflicte d'Indoxina. Això va provocar la seva reunió amb el futur primer ministre Pierre Mendès-France, aleshores un opositor dedicat a l'esforç militar francès a la Indoxina. El 1953, Servan-Schreiber va cofundar (amb Françoise Giroud) el setmanari L'Express, publicat inicialment com a suplement de dissabte al diari familiar Les Échos. En l'agenda oberta de la revista estava la pujada de Mendès-France al poder. A causa de la convulsió i la censura del govern, la revista va encantar ràpidament tant la joventut com els intel·lectuals més destacats de les dècades de 1950 i 1960 amb les seves novetats. Entre els seus col·laboradors hi havia Albert Camus, Jean-Paul Sartre, André Malraux i François Mauriac. Durant el període central de vuit mesos de Mendès-France com a president del Consell, JJSS va exercir com a conseller d'ombra.
Servan-Schreiber va ser reclutat a Algèria el 1956 – per mantenir la seva discreció, diu Giroud. Basant-se en les seves experiències allà, va publicar el seu primer llibre, "Lieutenant en Algérie". El seu relat de la brutalitat de la repressió francesa va causar una controvèrsia sobre el seu suposat efecte nociu sobre la moral de l'exèrcit. L'Express va publicar fragments del llibre.
Servan-Schreiber es va oposar al retorn al poder del general De Gaulle el 1958. Tot i això, De Gaulle va tornar i la influència de L'Express va començar a minvar. En el mateix període, JJSS va patir altres disgustos. La seva família va perdre el control de Les Échos; es va separar políticament de Mendès-France; es va divorciar de la seva primera esposa i es va separar de Françoise Giroud, la seva amant des de principis dels anys cinquanta, per casar-se amb Sabine Becq de Fouquières, que es convertiria en la mare dels seus quatre fills David, Émile, Franklin i Édouard.
El 1964 seguint un estudi que va encarregar al seu germà Jean-Louis, JJSS va transformar L'Express en una revista de notícies setmanals seguint el disseny de la revista TIME. L'Express va créixer en popularitat un cop més. Va ampliar la seva cobertura amb temes com l'alliberament de les dones i noves tecnologies. Es va convertir en un mirall de la canviant societat francesa.

### El desafiament americà
Mentre transcorrien els anys 1960, Servan-Schreiber es troba en la posició d'un ric i poderós senyor de la premsa, un editorialista polític sempre empaitant idees noves. El seu incisiu anàlisi va atraure algunes de les primeres plomes. Cada cop més desencantat amb la política de De Gaulle, no volia quedar-se en el paper d'un observador complaent.
Va trobar un col·laborador en Michel Albert, que li va proporcionar documentació extensa per fonamentar els seus editorials. Un dels informes d'Albert el va copejar particularment. Va presentar els Estats Units i Europa compromesos en una guerra econòmica silenciosa, on Europa va apareix completament superada en tots els fronts: tècniques d'administració, eines tecnològiques, i capacitat de recerca. Servan-Schreiber va veure en aquesta tesi el potencial per un llibre seminal. Ho va desenvolupar llegint claus i fent propostes concretes per una contraofensiva. El resultat va ser el seu internacional best-seller Le Défi Américain ("El desafiament americà", 1967). Va vendre 600.000 còpies a França, sense precedents en un assaig polític, i va ser traduït a 15 llengües. Aquest llibre era instrumental creant un ressorgiment del nacionalisme francès i posant l'atenció en la importància de cooperació transnacional a Europa.
Basant-se en l'èxit del llibre, va viatjar per tot Europa, parlant en sales de conferències plenes, oferint els avantatges d'una Europa federal amb moneda comuna i d'una França descentralitzada.

### Carrera política
La renúncia del general De Gaulle el 1969 va persuadir a Servan-Schreiber per intentar la seva carrera política. L'octubre de 1969 es va convertir en secretari general del Partit Radical. Va ajudar a reformar el partit, redactant el manifest, i es va convertir en el seu president el 1971. Després de dividir-se entre els radicals d'esquerres, que van formar el Partit Radical d'Esquerra (PRG), Servan-Schreiber es va convertir en el president del Partit radical valoisien de centre-dreta. Va ser elegit diputat de Nancy el 1970, però, més tard el mateix any, va prendre la decisió sorpresa de dirigir-se contra Jacques Chaban-Delmas a Bordeus. Va ser derrotat, cosa que va embrutar la seva imatge. Va exercir diversos mandats parcials a l'Assemblea Nacional francesa i va ser ministre de la reforma el 1974, però, en oposició a les proves nuclears, va provocar la seva dimissió després de tres setmanes pel primer ministre Jacques Chirac. Va ser elegit el 1976 president del consell regional de Lorena, derrotant a Pierre Messmer.
Durant la seva carrera política, va realitzar sovint campanyes progressistes contra l'actualitat d'una França sociològicament conservadora. Va defensar la descentralització mitjançant la regionalització; la reassignació de recursos del programa Concorde a Airbus; el final de les proves nuclears; la reforma de les grans escoles ; i la informatització. Es va negar a cooperar amb el Partit Comunista Francès de Georges Marchais. Semblava incapaç de jugar jocs de poder polític. La seva estratègia centrista mai va tenir èxit i va acabar amb el seu partit.
Volent extreure's de la gestió diària de L'Express, el va vendre al financer Jimmy Goldsmith el 1977. Privat de la seva base de poder, la seva carrera política es va deteriorar ràpidament. Va perdre el seu seient de l'Assemblea el 1978. Va deixar el partit el 1979 en les primeres eleccions europees directes, per presentar una llista de candidats sota el lema Emploi, Égalité, Europe (Ocupació, Igualtat, Europa) amb Giroud. La llista només va obtenir l'1,84% dels vots i Servan-Schreiber va decidir retirar-se de la vida política.

### Participant darrere dels escenaris
El 1980, Servan-Schreiber va publicar el seu segon best-seller, Le Défi mondial (The Global Challenge), dedicat a l'ascens tecnològic del Japó mitjançant la informatització. Va exercir de nou com a conseller a l'ombra dels seus íntims coneguts François Mitterrand i Valéry Giscard d'Estaing; la seva amistat amb aquest últim es remuntava a l'École Polytechnique. No obstant això, la seva iniciativa de crear un centre per a la promoció de la tecnologia de la informació a França es va convertir en un pou de diners i va tancar el 1986. Després es va traslladar a Pittsburgh on va tenir els seus quatre fills (David, Émile, Franklin i Édouard) educats a la Universitat Carnegie Mellon, líder en informàtica. Servan-Schreiber va dirigir les relacions internacionals de la universitat.
Tornant a França, va continuar escrivint, incloent dos volums de memòries, fins que es va veure afectat per una malaltia degenerativa similar a l'Alzheimer. Va morir després d'un atac de bronquitis el 2006. El seu fill gran, David Servan-Schreiber, va morir el juliol de 2011 a l'edat de 50 anys d'un tumor cerebral.